# Gran Premi de Mònaco del 1972
Resultats del Gran Premi de Mònaco de Fórmula 1 de la temporada 1972, disputat al circuit urbà de Montecarlo el 14 de maig del 1972.

## Resultats de la cursa
| Pos | No | Pilot                | Equip          | Voltes | Temps/ Retir.  | Pos. de sort. | Punts |
| --- | -- | -------------------- | -------------- | ------ | -------------- | ------------- | ----- |
| 1   | 17 | Jean-Pierre Beltoise | BRM            | 80     | 2h 26' 55. 3   | 4             | 9     |
| 2   | 6  | Jacky Ickx           | Ferrari        | 80     | + 38.2 s       | 2             | 6     |
| 3   | 8  | Emerson Fittipaldi   | Lotus - Ford   | 79     | + 1 Volta      | 1             | 4     |
| 4   | 1  | Jackie Stewart       | Tyrrell - Ford | 78     | + 2 Voltes     | 8             | 3     |
| 5   | 15 | Brian Redman         | McLaren - Ford | 77     | + 3 Voltes     | 10            | 2     |
| 6   | 16 | Chris Amon           | Matra          | 77     | + 3 Voltes     | 6             | 1     |
| 7   | 12 | Andrea de Adamich    | Surtees - Ford | 77     | + 3 Voltes     | 18            |       |
| 8   | 26 | Helmut Marko         | BRM            | 77     | + 3 Voltes     | 17            |       |
| 9   | 21 | Wilson Fittipaldi    | Brabham - Ford | 77     | + 3 Voltes     | 21            |       |
| 10  | 27 | Rolf Stommelen       | March - Ford   | 77     | + 3 Voltes     | 25            |       |
| 11  | 3  | Ronnie Peterson      | March - Ford   | 76     | + 4 Voltes     | 15            |       |
| 12  | 20 | Graham Hill          | Brabham - Ford | 76     | + 4 Voltes     | 20            |       |
| 13  | 5  | Mike Beuttler        | March - Ford   | 76     | + 4 Voltes     | 23            |       |
| 14  | 9  | David Walker         | Lotus-Ford     | 75     | + 5 Voltes     | 14            |       |
| 15  | 14 | Denny Hulme          | McLaren - Ford | 74     | + 6 Voltes     | 7             |       |
| 16  | 4  | Niki Lauda           | March - Ford   | 74     | + 6 Voltes     | 22            |       |
| 17  | 23 | Carlos Pace          | March - Ford   | 72     | + 8 Voltes     | 24            |       |
| NC  | 2  | François Cevert      | Tyrrell - Ford | 70     | No Classificat | 12            |       |
| Ret | 22 | Henri Pescarolo      | March - Ford   | 58     | Accident       | 9             |       |
| Ret | 7  | Clay Regazzoni       | Ferrari        | 51     | Accident       | 3             |       |
| Ret | 11 | Mike Hailwood        | Surtees - Ford | 48     | Accident       | 11            |       |
| Ret | 19 | Howden Ganley        | BRM            | 47     | Accident       | 20            |       |
| Ret | 10 | Tim Schenken         | Surtees - Ford | 31     | Accident       | 13            |       |
| Ret | 18 | Peter Gethin         | BRM            | 27     | Accident       | 5             |       |
| Ret | 28 | Reine Wisell         | BRM            | 16     | Motor          | 16            |       |

## Altres
- Pole: Emerson Fittipaldi 1' 21. 4
- Volta ràpida: Jean-Pierre Beltoise 1' 40. 0 (a la volta 9)